# Maître général des bâtiments du roi, ponts et chaussées de France
Le maître général des bâtiments du roi, ponts et chaussées de France et garde de la justice royale établie pour la maçonnerie de France au Palais.
Il est l'héritier des fonctions de l'ancien maître maçon du roi. 

## Historique
La maîtrise générale de maçonnerie pour toute la France a été créée par François Ier, en 1527.
En 1546, le roi a créé la charge de surintendant des bâtiments du Louvre qui était au-dessus de celle de maître général des bâtiments du roi. Cette charge a d'abord été exercée par Pierre Lescot jusqu'en 1578. 
En 1548 est créée la charge d'inspecteur des bâtiments du roi, moins le Louvre. Elle est d'abord exercée par Philibert Delorme jusqu'en 1559, puis par Le Primatice, jusqu'à sa mort en 1570, Jean Bullant jusqu'à sa mort en 1578. Baptiste Androuet du Cerceau lui succède en 1578 jusqu'à sa mort, en 1590.
À l'origine, le maître maçon du roi était aussi le garde du métier et était chargé d'assurer l'intégrité de la profession. Il présidait la réception des maçons à la maîtrise, des maîtres maçons à l'office de juré, et il désignait les experts chargés de la visite périodique des chantiers. Comme juge des maçons et des entrepreneurs, il pouvait intervenir en cas de contravention aux clauses d'un marché ou de malfaçons. Il était aussi un auxiliaire des grands voyers. 
Le maître général a deux juridictions :
- la Chambre des Bâtiments qui a existé de la fin du XIIIe siècle jusqu'au XVIIIe siècle, établie au palais de la Cité, à côté de la Conciergerie[1]. Cette Chambre royale des Bâtiments, dite aussi Chambre de la Maçonnerie, a été confirmée par les lettres patentes portant règlement pour le statut des maçons, tailleurs de pierre de la Ville de Paris, prises par Charles IX, le 3 avril 1574[2]. La déclaration du 17 mai 1595 donne pouvoir au Général des œuvres de maçonnerie de juger et ordonner contre les malversations du métier[3]
- un chambre, plus récente, établie à Versailles par Louis XIV, en 1645.

Cet office était unique jusqu'en 1645, date à laquelle le roi a décidé de créer deux autres charges pour les vendre. Il avait alors en plus du maître général, deux charges de maître général alternatif et triennal.
À la suite d'un arrêt du Conseil d'État, la corporation va essayer de rédiger un projet d'organisation du métier d'entrepreneur en bâtiment et de normes techniques pour l'art de bâtir. Quinze projets ont été rédigés entre 1694 et 1738. Le premier projet de 1694 a été initié par Jean Beausire, maître général triennal à Paris, magistrat à la Chambre royale des Bâtiments. Dans ce projet, près d'un quart des articles (33 sur 135) sont consacrés à l'art de bâtir. Jean Beausire étant aussi membre de l'Académie royale d'architecture, l'académie donne aussi des avis sur les pratiques des maîtres maçons et des architectes.

## Liste des maîtres généraux des bâtiments du roi
- Gilles Le Breton. Il est en fonction entre 1527 et 1552. En 1534, il est nommé garde de la voirie et des chemins royaux. Il est alors supplanté dans ses fonctions de maître général par Jehan de Félin.
- Jean Delorme, maître général entre 1552 et 1566.
- Étienne Grandremy, de 1566 à 1573.
- Simon Alix, entre 1573 et 1584.
- Nicolas Guillot, de 1584 à 1590. Les troubles religieux vont l'empêcher de toucher ses gages à partir de 1585.
- Guillaume Marchant, de 1590 à 1604.
- Louis Marchant, entre 1604 et 1614.

À sa mort, la maîtrise générale des bâtiments et ponts et chaussées de France est divisée en deux avec une juridiction s'exerçant sur la France, moins la vicomté de Paris.
- François Sauvat, gendre de Louis Marchant, maître général sauf la vicomté de Paris,
- Remy Colin ou Collin est maître général pour la vicomté de Paris. Il est encore vivant en 1634.
- René Fleury succède à François Sauvat. Il meurt en 1645.
- Michel Villedo succède à René Fleury entre 1645 et 1664.

À sa mort, la maîtrise générale des bâtiments et ponts et chaussées de France est divisée :
- François Villedo est maître général pour la vicomté de Paris,
- Jean Beausire est maître général triennal en 1695, il le reste jusqu'en 1722, et à titre de vétéran, jusqu'en 1743. Il est contrôleur et inspecteur des bâtiments de la Ville de Paris et magistrat à la Chambre royale des Bâtiments.
- Jean-Baptiste Augustin Beausire, fils du précédent, est « conseiller du roi, maistre général des bastimens de Sa Majesté, architecte maistre des œuvres, garde ayant charge des fontaines publiques de la ville de Paris, et contrôlleur des bastimens d'icelle » depuis 1705. Il est mort en 1764[5].
- Jacques Vinage, gendre de Jean Beausire, jusqu'à sa mort, en 1735.
- Jean Aumont a racheté la charge de maître général ancien à la veuve de Jacques Vinage en 1737.
- Pierre-Louis Moreau-Desproux, petit-fils de Jean Beausire a été le dernier architecte de la Ville de Paris de l'Ancien Régime, et maître général des bâtiments du Roi à Paris à partir de 1763.

et la maîtrise générale des bâtiments du roi et des ponts et chaussées de France est exercée par :
- Simon Delespine et Antoine Bricart.
- Pierre-Nicolas Delespine a succédé à son père, le 11 janvier 1690. Il est mort en 1729.
- Claude Tricot a succédé à Antoine Bricart en 1697.
- Gabriel Chirex a remplacé Claude Tricot. Il est mort le 28 janvier 1741.
- Louis Giraud est maître général en 1762.
- Pierre Giraud, son fils, a dû lui succéder jusqu'à la Révolution.

## Publication
- Maître général des bastiments de Sa Majesté, Ponts et Chaussées de France, Règlement concernant la police des bastiments du premier juillet 1712 (lire en ligne)